# Harvey Mandel
Harvey Mandel (11 de marzo de 1945 en Detroit, Míchigan) es un guitarrista estadounidense. Durante su carrera musical ha tocado con Charlie Musselwhite, Canned Heat, The Rolling Stones y John Mayall, antes de iniciar una carrera como solista. Mandel fue uno de los primeros guitarristas en usar el método de tapping con ambas manos.
Con los Rolling Stones fue guitarrista de sesión luego de la salida de Mick Taylor y grabó gran parte de las guitarras en el álbum Black and Blue de 1976.

## Discografía

### Solista
- 1968 Cristo Redentor
- 1969 Righteous
- 1970 Games Guitars Play
- 1971 Baby Batter
- 1972 Get Off in Chicago
- 1972 The Snake
- 1973 Shangrenade
- 1974 Feel the Sound of Harvey Mandel
- 1975 The Best of Harvey Mandel
- 1994 Twist City
- 1995 Snakes & Stripes
- 1995 Harvey Mandel: The Mercury Years
- 1997 Planetary Warrior
- 2000 Emerald Triangle
- 2000 Lick This
- 2003 West Coast Killaz
- 2003 NightFire featuring Harvey Mandel/Freddie Roulette
- 2006 Harvey Mandel and the Snake Crew
- 2009 Harvey Mandel and the Snake Crew (LIVE)